# بلویو (کنتاکی)
بلویو (به انگلیسی: Belleview) یک منطقهٔ مسکونی در ایالات متحده آمریکا است که در شهرستان بون، کنتاکی واقع شده‌است. بلویو ۴٫۸ کیلومتر مربع مساحت و ۳۴۳ نفر جمعیت دارد و ۱۵۵٫۱۵ متر بالاتر از سطح دریا واقع شده‌است.